# Monte Orsigna
Il monte Orsigna è un'importante montagna dell'alto Appennino Pistoiese e bolognese, posta sul confine tra le due province.
Il massiccio di monte Orsigna è incluso nei comuni di Pistoia sul versante meridionale, mentre in quello settentrionale è spartito fra due comuni bolognesi:
Alto Reno Terme:
- Monte Orsigna (1555 m), per un lembo;
- Passo del Termine (1430 m);
- La Piantata (1448 m), presso il confine tra i preesistenti comuni di Porretta Terme e Granaglione;

Lizzano in Belvedere:
- Poggio Merizzone (1547 m);
- Porta Franca;

Da questo gruppo di montagne nascono numerosi ruscelli perenni nonché due importanti affluenti del fiume Reno, il torrente Orsigna (dal versante pistoiese) e il torrente Randaragna (dal versante bolognese). Da monte Orsigna parte una serie di massicci che giungono fino al Corno alle Scale tra essi si annoverano quelli di monte Bubiale (1558 m) e monte Gennaio (1810 m).